# Herbert von Petersdorff
Herbert von Petersdorff (2 de enero de 1882 en Berlín - 16 de enero de 1917) fue un nadador alemán que compitió en los Juegos Olímpicos de París 1900. Era miembro del equipo de natación de Alemania, que ganó la medalla de oro en los mismos Juegos Olímpicos.